# 鄧拉普 (伊利諾伊州)
鄧拉普（英語：Dunlap）是一個位於美國伊利諾伊州皮奧里亞縣的城市。

## 地理
鄧拉普的座標為40°51′39″N 89°40′41″W / 40.86083°N 89.67806°W，而該地的平均海拔高度為213米（即699英尺）。

## 人口
根據2010年美國人口普查的數據，鄧拉普的面積為4.25平方千米，當中陸地面積為4.25平方千米，而水域面積為0.00平方千米。當地共有人口1386人，而人口密度為每平方千米326.12人。